# Hakkihalli, Belur
Hakkihalli là một làng thuộc tehsil Belur, huyện Hassan, bang Karnataka, Ấn Độ.